# Lock and Dam No. 14
Lock and Dam No. 14 (Schleuse und Staustufe Nr. 14) ist eines von 29 Stauwerken, die die Schifffahrt am oberen Mississippi ermöglichen. Das zwischen 1921 und 1940 vom United States Army Corps of Engineers errichtete kombinierte Bauwerk befindet sich rund sechs Kilometer unterhalb von Le Claire in Iowa. Auf dem gegenüberliegenden linken Flussufer liegt Hampton in Illinois. Am 10. März 2004 wurde das Lock and Dam No. 14 als Historic District in das National Register of Historic Places aufgenommen.

## Staustufe

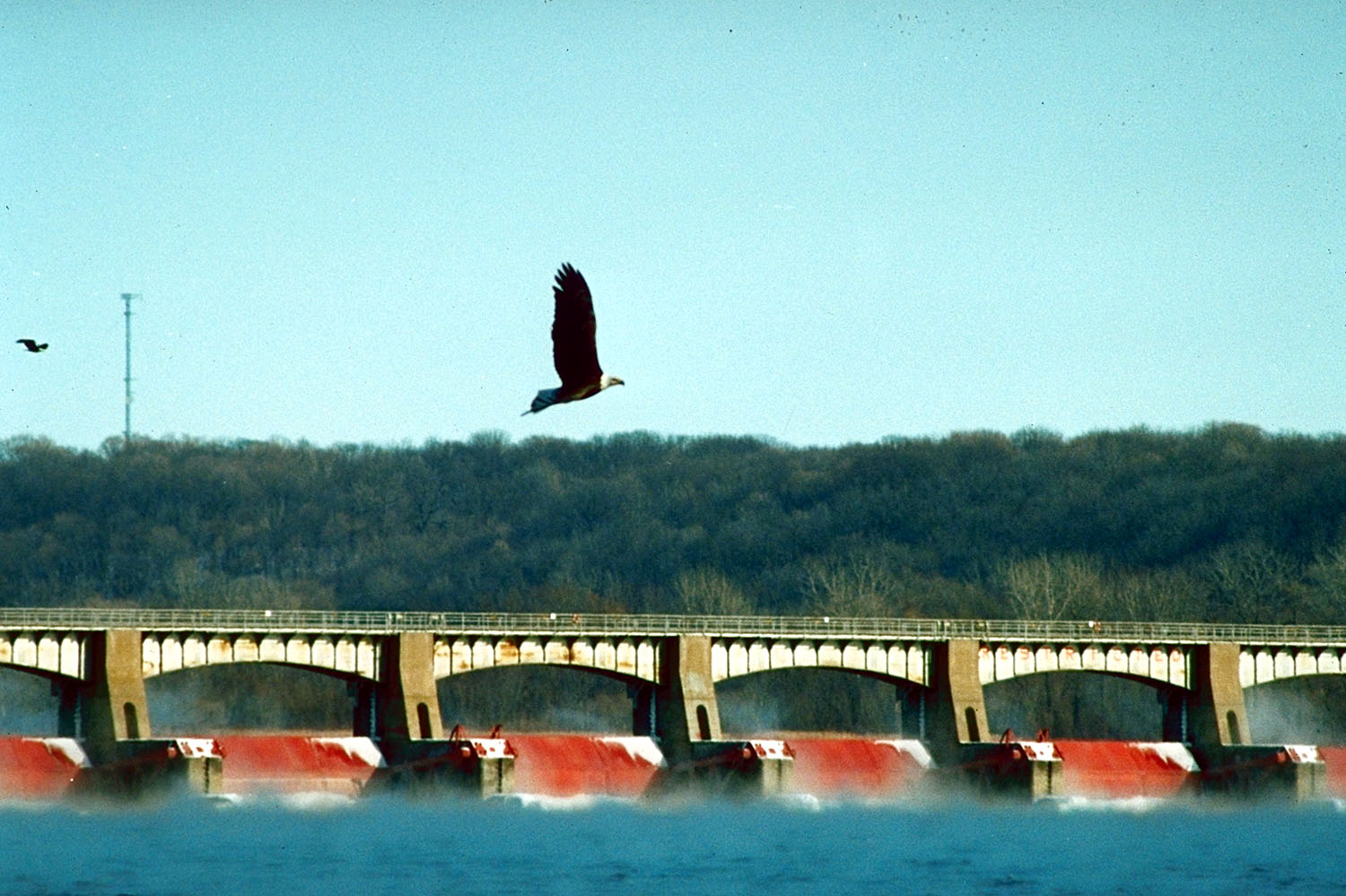
Das Wehr Nummer 14

Zur Staustufe gehören ein Steindamm auf der Illinois-Seite und ein 409,3 m langer regelbaren Teil, der aus einem 13-teiligen Segmentwehr und vier Stauwalzen besteht.
In einer ersten Ausbaustufe wurde zwischen 1921 und 1924 eine Stauhöhe von sechs Fuß (1,80 m) erreicht. In einer zweiten Stufe wurde die Stauhöhe auf neun Fuß (2,70 m) erweitert. Der Zweck des Wehres ist nicht in erster Linie der Hochwasserschutz, sondern das Aufstauen des Mississippi für die Schifffahrt.

## Schleuse
Die Schleuse besteht aus zwei Kammern. Die Hauptkammer ist 182,9 m lang und 33,5 m breit. Das bedeutet, dass große Schubverbände auseinandergekoppelt werden müssen. Dabei werden die abgekoppelten Leichter mittels einer Seilzuganlage in die große Schleusenkammer gezogen, während das Schubboot durch die zweite Kammer geschleust wird.